# Carmaux
Carmaux is een gemeente in het Franse departement Tarn (regio Occitanie). De plaats maakt deel uit van het arrondissement Albi. Carmaux telde op 1 januari 2022 9.927 inwoners.
Met haar voormalige steenkoolmijnen en haar glasfabrieken speelde de gemeente een belangrijke rol in de Franse sociale geschiedenis.

## Geschiedenis

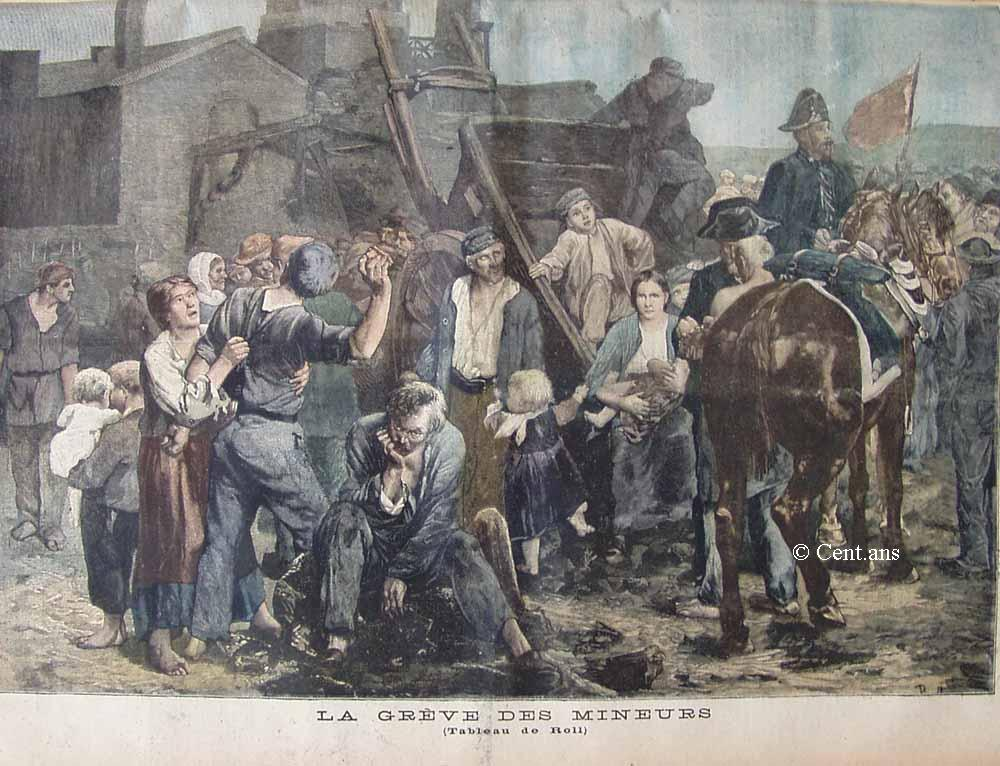
De mijnstaking in 1892

De plaats is waarschijnlijk in de 10e eeuw ontstaan op de linkeroever van de Cérou. Vanaf 1229 behoorde het kasteel van Carmaux toe aan de baronnen van Monestiès. Er werd hennep verbouwd en verwerkt. In de 17e eeuw werd er voor het eerst steenkool gewonnen in Carmaux. In 1752 werd een concessie voor de exploitatie van de steenkool verleend aan ridder Gabriel de Solages. Naast de steenkoolwinning richtte hij zich ook op de productie van glazen flessen waarvoor de steenkool als brandstof werd gebruikt. In 1810 stichtte zijn zoon François-Gabriel de Solages een firma om de mijnen en de glasfabriek verder te exploiteren, de latere Société des Mines de Carmaux (S.M.C.).
In 1857 werd de spoorlijn geopend waardoor de steenkool gemakkelijker kon vervoerd worden. Hierdoor groeide de industrie snel. In 1860 waren er 1.000 mijnwerkers actief, in 1880 2.000 en in 1900 waren dat er 3.500. In 1892 werd voor het eerst in Frankrijk een socialist verkozen tot burgemeester, Jean-Baptiste Calvignac, en zijn ontslag door het mijnbedrijf leidde tot een grote staking in de mijnen van Carmaux. In 1895 volgde een grote staking in de glasfabriek. Het jaar erop openden arbeiders een collectieve glasfabriek. De sociale strijd van de arbeiders van Carmaux werd gesteund door volksvertegenwoordiger Jean Jaurès. De steenkoolproductie steeg sterk tijdens de Eerste Wereldoorlog. Mijnwerkers uit het bezette noorden van Frankrijk kwamen werken in de mijnen van Carmaux. Na de oorlog zette de mechanisatie zich voort en verbeterden de werk- en leefomstandigheden van de mijnwerkers.
Na de Tweede Wereldoorlog werd de steenkoolindustrie genationaliseerd. De mijnen van Carmaux vielen onder de Houillères du Bassin d'Aquitaine. Er kwam een kolengestookte elektriciteitscentrale. Vanaf de jaren 1960 kwam de steenkoolindustrie in Frankrijk in een crisis en de steenkoolmijnen van Carmaux sloten een na een. In 1985 kwam er nog een korte heropleving met de opening van een openluchtmijn. Door de tegenvallende resultaten sloot deze laatste mijn in 1997. In het kader van de reconversie werd het mijnterrein omgevormd tot sport- en onspanningscentrum Cap’Découverte.

## Geografie
De oppervlakte van Carmaux bedroeg op 1 januari 2022 14,16 vierkante kilometer; de bevolkingsdichtheid was toen 701,1 inwoners per km². De Cérou stroomt door de gemeente.
De onderstaande kaart toont de ligging van Carmaux met de belangrijkste infrastructuur en aangrenzende gemeenten.

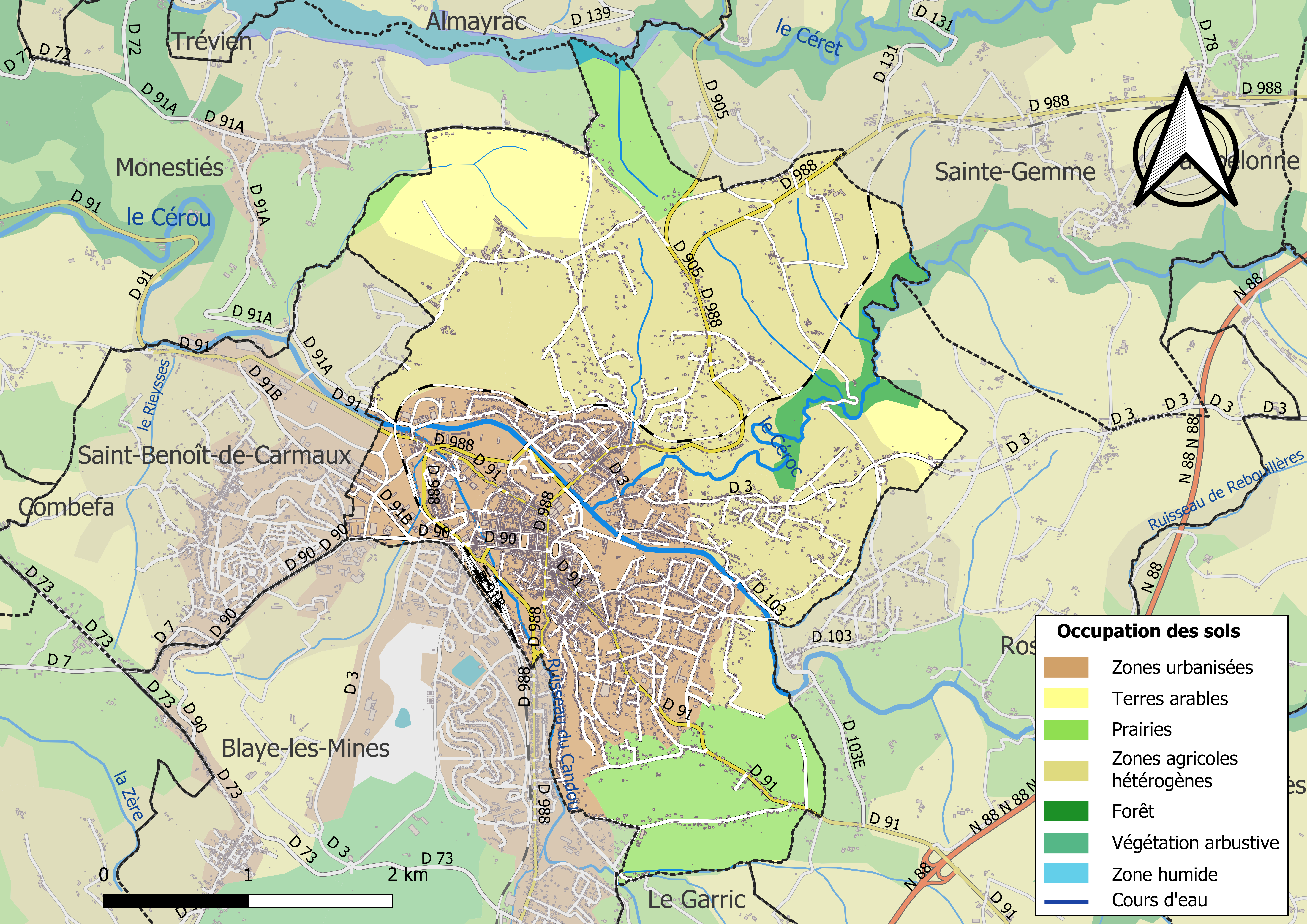

## Verkeer en vervoer
In de gemeente ligt spoorwegstation Carmaux.

## Sport
Carmaux was één keer etappeplaats in de wielerkoers Ronde van Frankrijk. In 2011 was de Duitser André Greipel er ritwinnaar.

## Demografie
Onderstaande figuur toont het verloop van het inwonertal (bron: INSEE-tellingen).

## Geboren
- Jules Pendariès (1862-1933), beeldhouwer
- Louis Nègre (1902-1962), operazanger en regisseur